# Brachythemis leucosticta
Brachythemis leucosticta är en trollsländeart som först beskrevs av Hermann Burmeister 1839.  Brachythemis leucosticta ingår i släktet Brachythemis och familjen segeltrollsländor. IUCN kategoriserar arten globalt som livskraftig. Inga underarter finns listade i Catalogue of Life.

## Bildgalleri

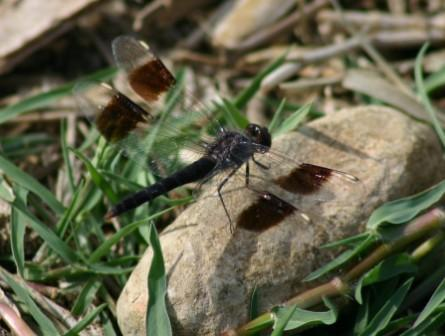
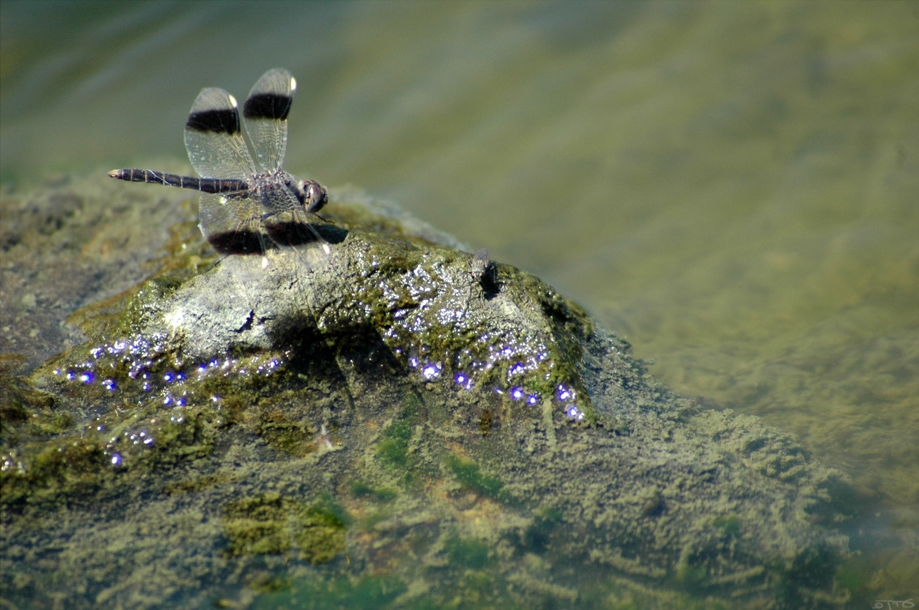